# Xylocopa aestuans
Xylocopa aestuans, ou Xylocopa (Koptortosoma) aestuans, é uma espécie de abelha carpinteiro. É amplamente distribuído no Sudeste Asiático.
É uma abelha grande, medindo mais de 20mm de comprimento. Historicamente, tem sido confundido com Xylocopa pubescens. As duas espécies têm um intervalo de distribuição diferente. A Xylocopa aestuans é restrita ao Sudeste Asiático, enquanto a Xylocopa pubescens ocorre na maior parte da África e a leste, até toda a região do Sul da Ásia. Há também diferenças muito claras, mas sutis, na morfologia das fêmeas e dos machos.

## Leituras recomendadas
- Ruggiero M. (project leader), Ascher J. et al. (2013). ITIS Bees: World Bee Checklist (version Sep 2009). In: Species 2000 & ITIS Catalogue of Life, 11 March 2013 (Roskov Y., Kunze T., Paglinawan L., Orrell T., Nicolson D., Culham A., Bailly N., Kirk P., Bourgoin T., Baillargeon G., Hernandez F., De Wever A., eds). Digital resource at www.catalogueoflife.org/col/. Species 2000: Reading, UK.
- Engel MS, Alqarni AS, Shebl MA, Iqbal J. & Hinojosa-Diaz IA. 2017. A new species of the carpenter bee genus Xylocopa from the Sarawat Mountains in southwestern Saudi Arabia (Hymenoptera, Apidae). Zookeys, 716: 29-41.